# Reginald Harris
Reginald Hargreaves Harris (conocido como Reg Harris; Birtle, 1 de marzo de 1920-Macclesfield, 22 de junio de 1992) fue un deportista británico que compitió en ciclismo en la modalidad de pista, especialista en las pruebas de velocidad individual y tándem.
Participó en los Juegos Olímpicos de Londres 1948, obteniendo dos medallas de plata en las pruebas de velocidad individual y tándem (haciendo pareja con Alan Bannister). Ganó ocho medallas en el Campeonato Mundial de Ciclismo en Pista entre los años 1947 y 1956.
Fue nombrado oficial de la Orden del Imperio Británico (OBE) en el año 1958.

## Medallero internacional
| Juegos Olímpicos   | Juegos Olímpicos         | Juegos Olímpicos  | Juegos Olímpicos         |
| Año                | Lugar                    | Medalla           | Competición              |
| ------------------ | ------------------------ | ----------------- | ------------------------ |
| 1948               | Londres (Reino Unido)    | Medalla de plata  | Velocidad individual     |
| 1948               | Londres (Reino Unido)    | Medalla de plata  | Tándem                   |
| Campeonato Mundial |                          |                   |                          |
| Año                | Lugar                    | Medalla           | Competición              |
| 1947               | París (Francia)          | Medalla de oro    | Velocidad individual (A) |
| 1948               | Ámsterdam (Países Bajos) | Medalla de bronce | Velocidad individual (A) |
| 1949               | Copenhague (Dinamarca)   | Medalla de oro    | Velocidad individual (P) |
| 1950               | Rocourt (Bélgica)        | Medalla de oro    | Velocidad individual (P) |
| 1951               | Milán (Italia)           | Medalla de oro    | Velocidad individual (P) |
| 1953               | Zúrich (Suiza)           | Medalla de bronce | Velocidad individual (P) |
| 1954               | Colonia (RFA)            | Medalla de oro    | Velocidad individual (P) |
| 1956               | Copenhague (Dinamarca)   | Medalla de plata  | Velocidad individual (P) |

## Palmarés
- 1944
  - Campeón del Reino Unido de 1000 yardas
  - Campeón del Reino Unido del cuarto de milla
  - Campeón del Reino Unido de 5 millas
- 1945
  - Campeón del Reino Unido de 1000 yardas
  - Campeón del Reino Unido del cuarto de milla
  - Campeón del Reino Unido de half-mile
- 1946
  - Gran Premio de París de velocidad amateur
- 1947 
  - Campeón del mundo de velocidad amateur
- 1949 
  - Campeón del mundo de velocidad
- 1950 
  - Campeón del mundo de velocidad
- 1951 
  - Campeón del mundo de velocidad
  - 1.º en el Gran Premio de París de velocidad
- 1954 
  - Campeón del mundo de velocidad
- 1956
  - 1.º en el Gran Premio de París de velocidad
- 1974
  - Campeón del Reino Unido de velocidad